# Martin Johann Schmidt

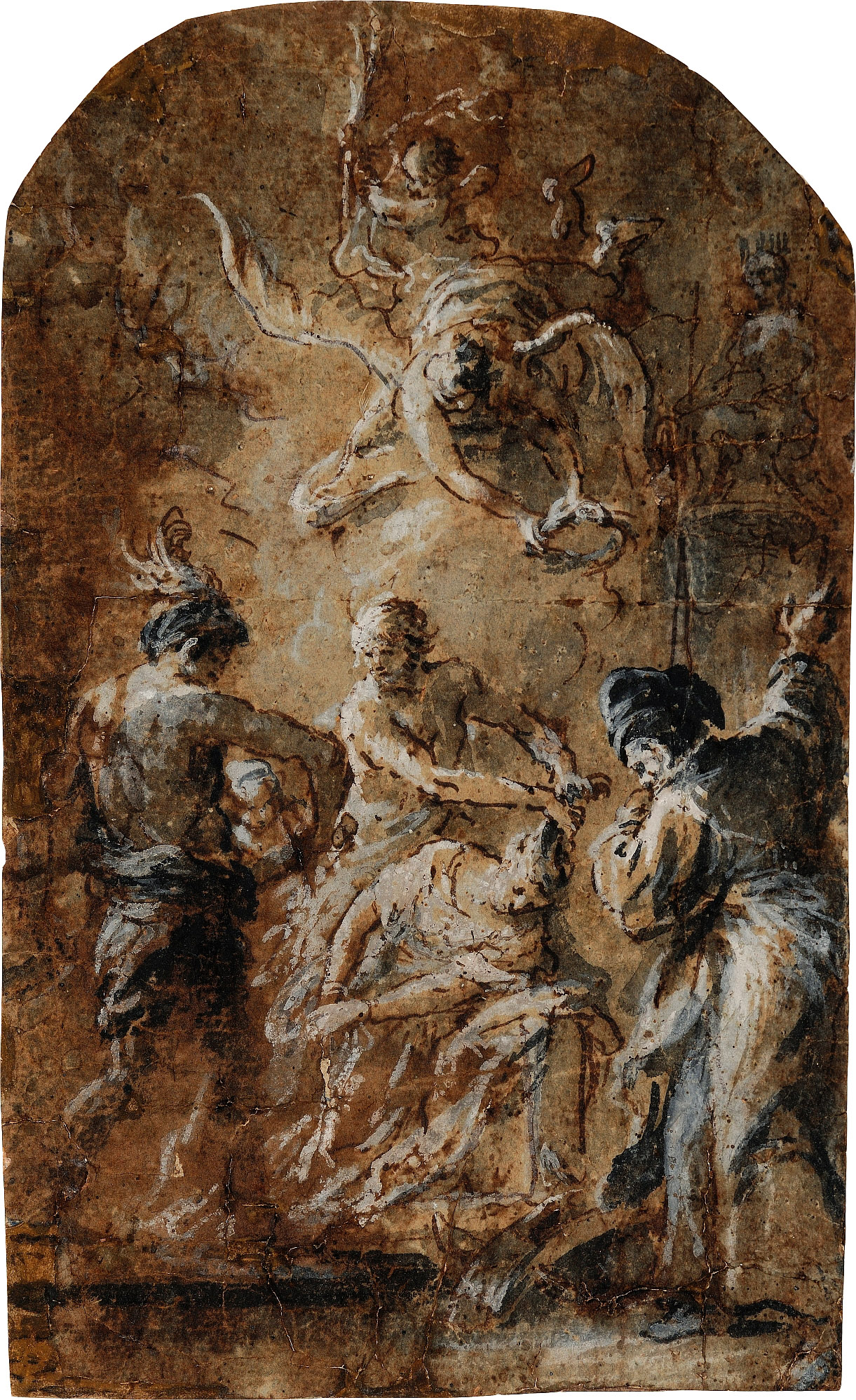
Obra tardía muy característica en que todo detalle está disuelto mediante una técnica casi impresionista: "El Martirio de Santa Catalina", 1791, Esbozo para un retablo para la catedral de Brno, Checoslovaquia, que no llegó a realizarse. Feuchtmüller (1989), cat. Nr.945.

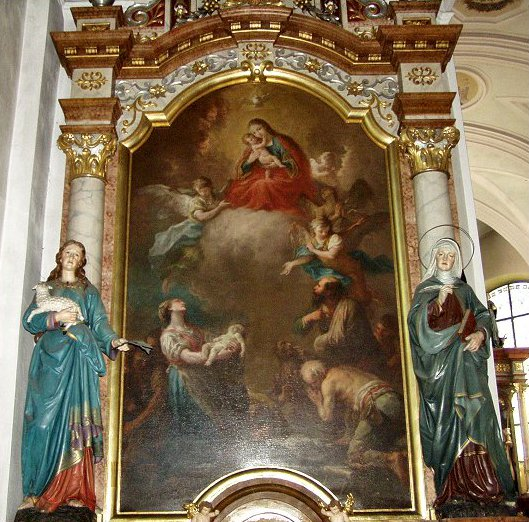
María Auxiliadora (1755), altar mayor de la iglesia parroquial de Waizenkirchen (Alta Austria).

Martin Johann Schmidt, llamado Kremser Schmidt o Kremserschmidt, (Grafenwörth, Baja Austria, 25 de septiembre de 1718 - Stein/Danubio (actualmente parte de Krems an der Donau), 28 de junio de 1801, fue uno de los más eminentes pintores del Rococó austríaco junto a Franz Anton Maulbertsch, y se le considera el único pintor de renombre internacional de la época barroca en la Baja Austria.
Hijo del escultor Johannes Schmidt y estudiante del pintor Gottlieb Starmayr, pasó la mayor parte de su vida en Stein donde trabajaba principalmente para los numerosos monasterios e iglesias de los alrededores. Sin embargo, su estilo muestra también otras influencias. Es probable que anterior a 1750 pasó un período de formación en Italia, y en todo caso tiene que haber tenido extenso contacto con el arte tardíobarroco del norte de Italia. Además de la visible influencia de escuelas italianas, en su obra se percibe también el modelo de Rembrandt, sobre todo en sus aguafuertes, y de pintores del barroco austríaco como Paul Troger y Daniel Gran.
A pesar de no haber recibido una formación académica, por sus méritos artísticos (por aquel entonces reconocidos ya ampliamente dentro y fuera de Austria) fue admitido como miembro de la Academia Imperial de Viena en 1768.
Kremserschmidt mayoritariamente pintaba obras de carácter religioso, tanto para la devoción particular como para el adorno de iglesias y monasterios, entre ellos un número considerable de grandes retablos de altar. Su estilo cálido y sus vívidos colores le ganaron gran popularidad entre gente de todos los estratos de la sociedad, tanto en vida como después de su muerte. A partir de 1780, su obra está caracterizada cada vez más por los temas mitológicos y de género, tendencia que se invierte tan sólo pocos años antes de la muerte del pintor con una vuelta a la pintura religiosa y espiritual.
Además de pintor, fue un importante dibujante y ha dejado numerosos aguafuertes estilísticamente influidos por Rembrandt.
Inicialmente su obra pictórica está dominada por un claroscuro cálido en el que se refleja la influencia del tardíobarroco italiano. Sin embargo, posterior a 1770 la gama de sus colores se hace hada vez más fuerte y vívida. Simultáneamente tanto su estilo como su técnica se hacen cada vez más libres, convertiéndole a Schmidt, igual que a Maulbertsch, en importante antecesor del impresionismo. Su estilo maduro es, por lo tanto, completamente contrario a los preceptos del incipiente neoclasicismo, estilo que dominaría el arte europeo desde el último cuarto del siglo XVIII hasta mediados del XIX.